# 瓦列里·捷杰耶夫
瓦列里·阿比萨洛维奇·葛濟夫（俄語：Вале́рий Абиса́лович Ге́ргиев，羅馬化：Valery Abisalovich Gergiev；1953年5月2日—）俄罗斯指挥家，马林斯基剧院艺术总监兼首席指挥以及莫斯科大剧院院长。他原本还是鹿特丹爱乐乐团的荣誉指挥，以及伦敦交响乐团和慕尼黑愛樂樂團的首席指挥，但2022年爆發俄羅斯入侵烏克蘭戰爭後，葛濟夫因拒絕對此事件表態，以及和普丁政權的密切關係，而相繼被鹿特丹愛樂與慕尼黑愛樂革除與其關係。

## 生平
葛濟夫1953年生于莫斯科一个奥塞梯家庭，在高加索度过了其童年。儿童时的他并没有显露过多的音乐才华，到了初中才学习钢琴，后来到列寧格勒音樂學院学习。
1978年，他到基洛夫剧院在指挥家捷米尔卡诺夫手下做助理指挥。在那里他初次登台，指挥的是普羅高菲夫的歌剧《战争与和平》。他在1981到1985年间是亚美尼亚爱乐乐团的首席指挥。
1991年，葛濟夫赴慕尼黑指挥巴伐利亚国家歌剧院演出穆索斯基的《鲍里斯·戈杜诺夫》，同年他首次登台美国，指挥的是《战争与和平》，从此他就以此两部歌剧走遍世界。葛濟夫积极参加各种音乐节，也以自身名义创办过许多音乐节，使得其于音乐界一度成为热点人物。
他早在1988年就被俄罗斯政府指派成为基洛夫剧院（现马林斯基剧院）的指挥和艺术指导。1995年成为鹿特丹爱乐乐团的首席指挥，1997年又成为纽约大都会歌剧院首席指挥。2005年他被任命接替科林·戴维斯成为伦敦交响乐团下一位首席指挥。2006年末获鹿特丹爱乐乐团颁发的“促进奖”后于2008年5月结束其在该团的首席指挥职位，被任命为荣誉指挥。鹿特丹爱乐乐团从1996年开始，每年举办以他名字命名的捷吉耶夫音乐节。2022年爆發俄羅斯入侵烏克蘭戰爭後，慕尼黑與鹿特丹市長均要求他回應此事，至3月1日因拒絕表態而被慕尼黑愛樂與鹿特丹爱乐革除其職位，另外巴黎愛樂廳、蘇格蘭愛丁堡國際藝術節、瑞士琉森音樂節等歐洲藝術節和樂團均宣布暫停與他合作或取消他的演出。
葛濟夫与世界上许多交响乐团有过合作，例如纽约爱乐乐团、维也纳爱乐乐团、皇家爱乐乐团、洛杉矶爱乐乐团等等，并灌制了许多唱片。早期他携基洛夫管弦乐团在飞利浦公司灌制的拉赫玛尼诺夫第二交响曲以及鲍罗丁与肖斯塔科维奇的交响曲集。也曾擔任慕尼黑爱乐乐团的首席指挥，同时也是俄罗斯的马林斯基剧院和白夜音乐节的音乐总监。

## 政治观点
葛濟夫一直都被認為是俄羅斯總統弗拉基米爾·普京的忠實支持者。2014年，他公開支持俄罗斯吞并克里米亚，當時各合作團體並沒有太大的反響。
但當2022年2月24日發生俄罗斯入侵乌克兰戰爭後，他所合作的團體紛紛與他劃清界線。2022年2月25日，慕尼黑和鹿特丹两城向捷杰耶夫发出警告，要求他尽快公开表示不支持俄罗斯入侵乌克兰，否则他的相关音乐活动将被叫停。慕尼黑市长迪特·賴特爾更表示，他們無法接受作為姊妹城市的基輔被俄軍攻擊的事實，如果葛濟夫在3月1日之前不公开表示他不支持俄罗斯入侵乌克兰，将会解除捷杰耶夫的慕尼黑爱乐乐团首席指挥。鹿特丹爱乐乐团表示，捷杰耶夫如果继续支持普京的话，他们将放弃舉辦2022年9月的鹿特丹捷吉耶夫音乐节。卡内基音乐厅和维也纳爱乐乐团也決定停止让捷杰耶夫於2月25日至2月27日的演出，並由雅尼克·尼泽-塞冈取代其位置，連帶原於25日擔任鋼琴獨奏，同樣被視為支持普京的鋼琴家傑尼斯·馬祖耶夫亦遭撤換，改由南韓鋼琴家趙成珍頂替，卡内基音乐厅同時也宣佈取消葛濟夫原定於五月领导馬林斯基劇院交響樂團的兩場音樂會演出，也不会重新为捷杰耶夫安排取消後的演出时间。米兰的斯卡拉歌剧院也致信捷杰耶夫，要求他发表声明支持和平解决乌克兰问题，否则他将不被允许返回斯卡拉歌剧院完成柴可夫斯基《黑桃皇后》的演出。2月28日，兼任斯卡拉歌剧院董事會成員的米蘭市長朱塞佩·薩拉宣佈已辭退葛濟夫於《黑桃皇后》餘下的演出；3月1日，專門出版古典樂的瑞典BIS Records宣布停止販售與捷杰耶夫有關的所有商品。而慕尼克市長迪特·賴特爾同日也正式宣佈，因為葛濟夫拒絕回應有關要求，決定革除他在慕尼黑爱乐乐团首席指挥職務，鹿特丹愛樂樂團亦宣佈不再與他合作。